# مارتاین فرسخور
مارتاین فرسخور (هلندی: Martijn Verschoor؛ زادهٔ ۴ مهٔ ۱۹۸۵) دوچرخه‌سوار اهل هلند است.
از باشگاه‌هایی که در آن رکاب زده‌است می‌توان به تیم دوچرخه‌سواری نووو نوردیسک اشاره کرد.